# Пол Ройтер
Пол Юлий Ройтер (на немски: Paul Julius Freiherr von Reuter; 21 юли 1816 – 25 февруари 1899) е комуникационен предприемач от 19 век, пионер в информационните агенции и основател на агенция Reuters.

## Биография
Роден в Касел с името Израел Бар Йосафат в семейството на равин Самуел Леви Йосафат и Бети Сандърс. Когато е на 13 години, баща му умира и той е изпратен при чичо си, банкер в Гьотинген. В Гьотинген той се среща с Карл Фридрих Гаус, който по онова време прави телеграфни експерименти. Това познание събужда интереса му към телеграфа като инструмент за бързо предаване на новини и насочва бизнес фокуса му в следващите години.
На 29 октомври 1845 г. той се премества в Лондон, а на 16 ноември приема християнството на церемония в немската лютеранска капела на Св. Джордж (Ан) в Лондон и променя името си на Пол Юлий Ройтер.